# Фонтноа ле Шато
Фонтноа ле Шато (фр. Fontenoy-le-Château) је насељено место у Француској у региону Лорена, у департману Вогези.
По подацима из 2011. године у општини је живело 646 становника, а густина насељености је износила 18,67 становника/km².

## Демографија
| 1962. | 1968. | 1975. | 1982. | 1990. | 2011. |
| ----- | ----- | ----- | ----- | ----- | ----- |
| 1.038 | 979   | 863   | 785   | 729   | 646   |